# Tratado de Gueórguiyevsk

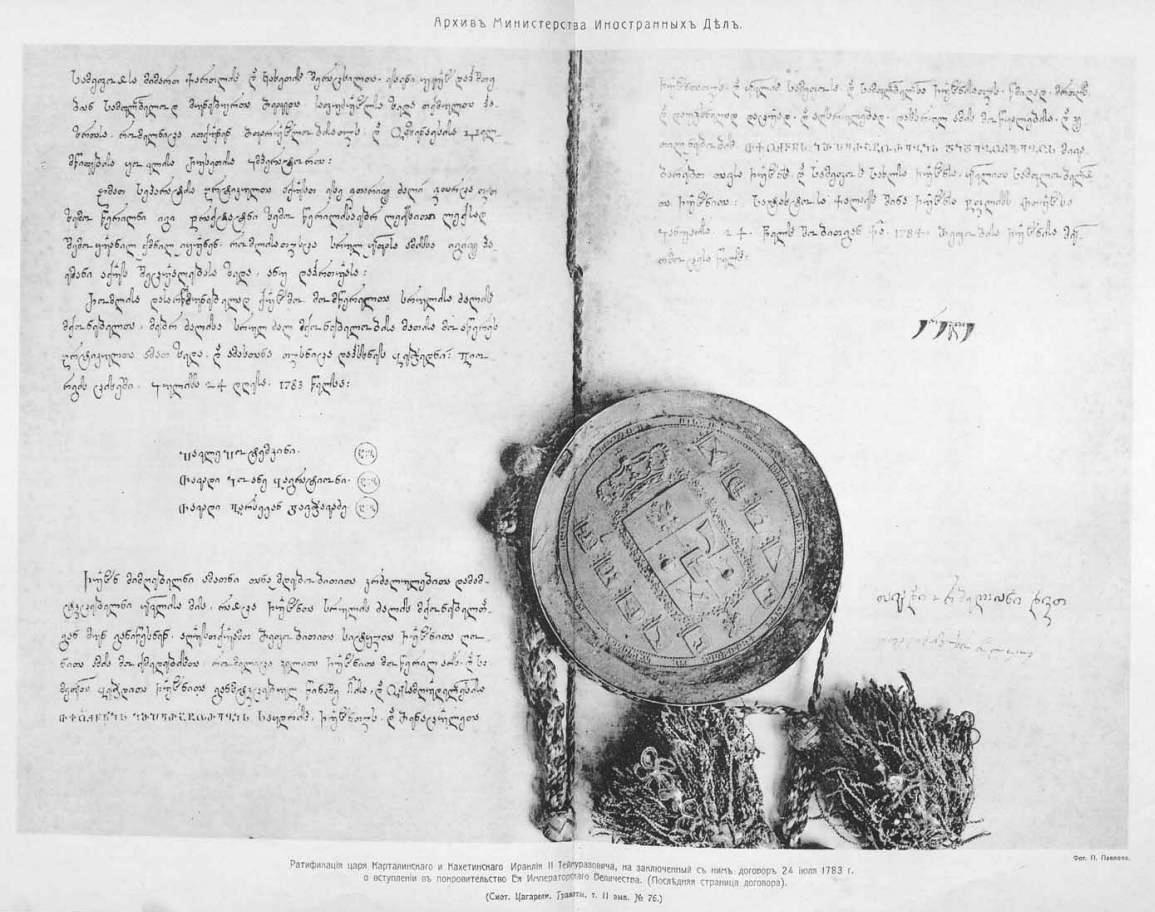
Última página del tratado. Fotografía de 1913.

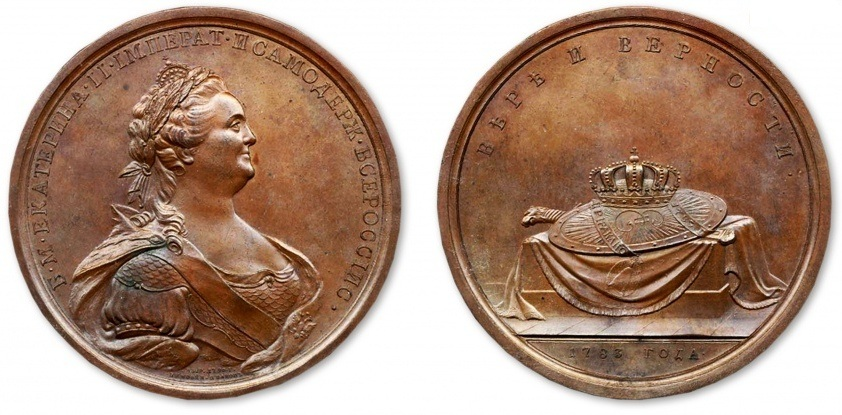
Medalla conmemorativa del Tratado, de 1790.

El Tratado de Gueórguiyevsk (en ruso: Георгиевский трактат, en georgiano: გეორგიევსკის ტრაქტატი) fue un tratado bilateral firmado entre el Imperio ruso y el reino georgiano oriental de Kartli-Kajetia el 24 de julio de 1783. El tratado establecía que Georgia sería un protectorado del Imperio, garantizando la integridad territorial de Georgia y la continuación de la dinastía Bagrationi en el poder a cambio de prerrogativas en la conducción de los asuntos exteriores.
De este modo, Georgia rechazaba toda forma de dependencia de Persia, soberana de gran parte de Georgia durante siglos, y de ninguna otra potencia de la región. Por el tratado, los nuevos reyes de Georgia debían recibir la confirmación e investidura del zar.

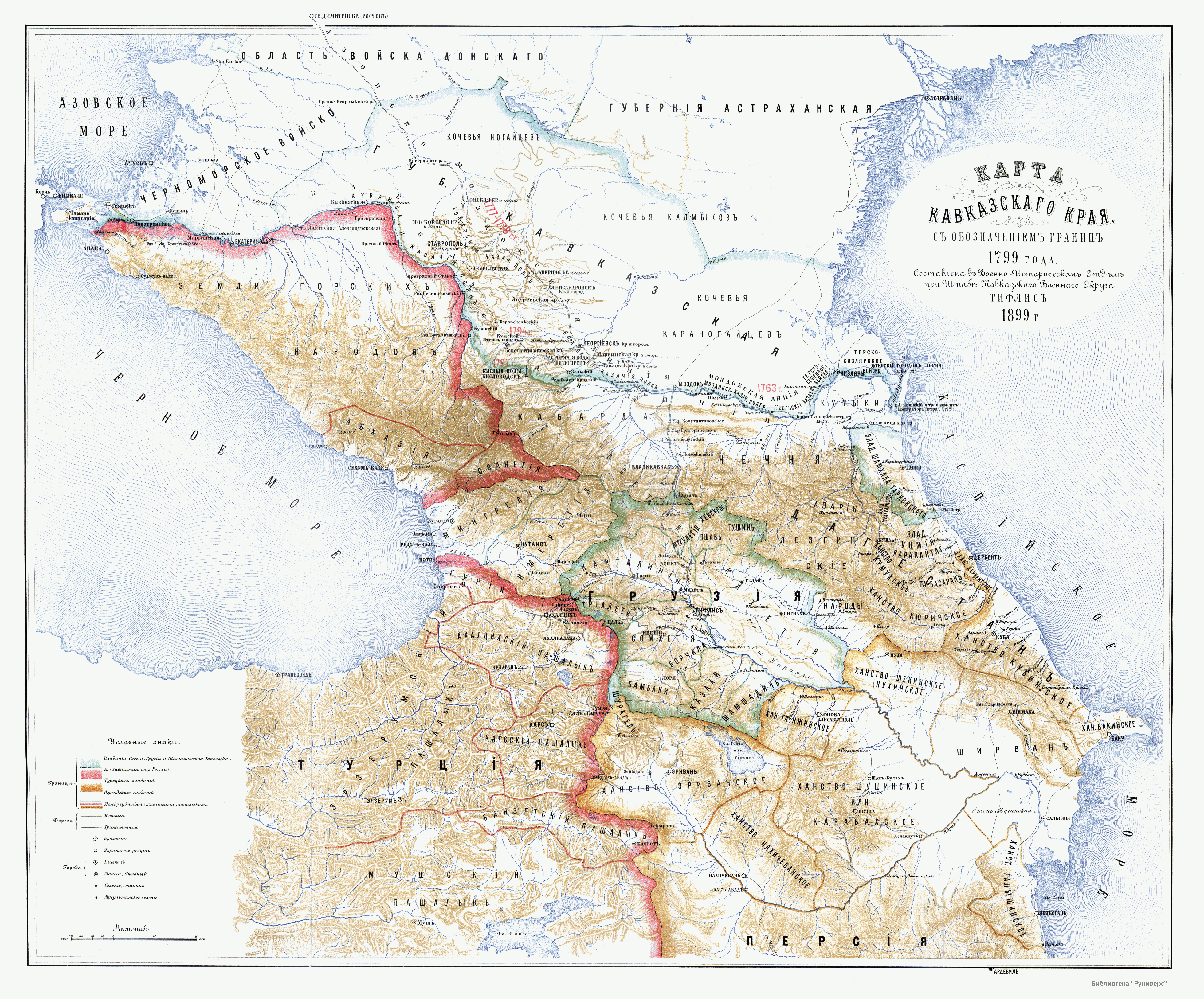
Mapa de los estados del Cáucaso en 1799.

## Términos del tratado

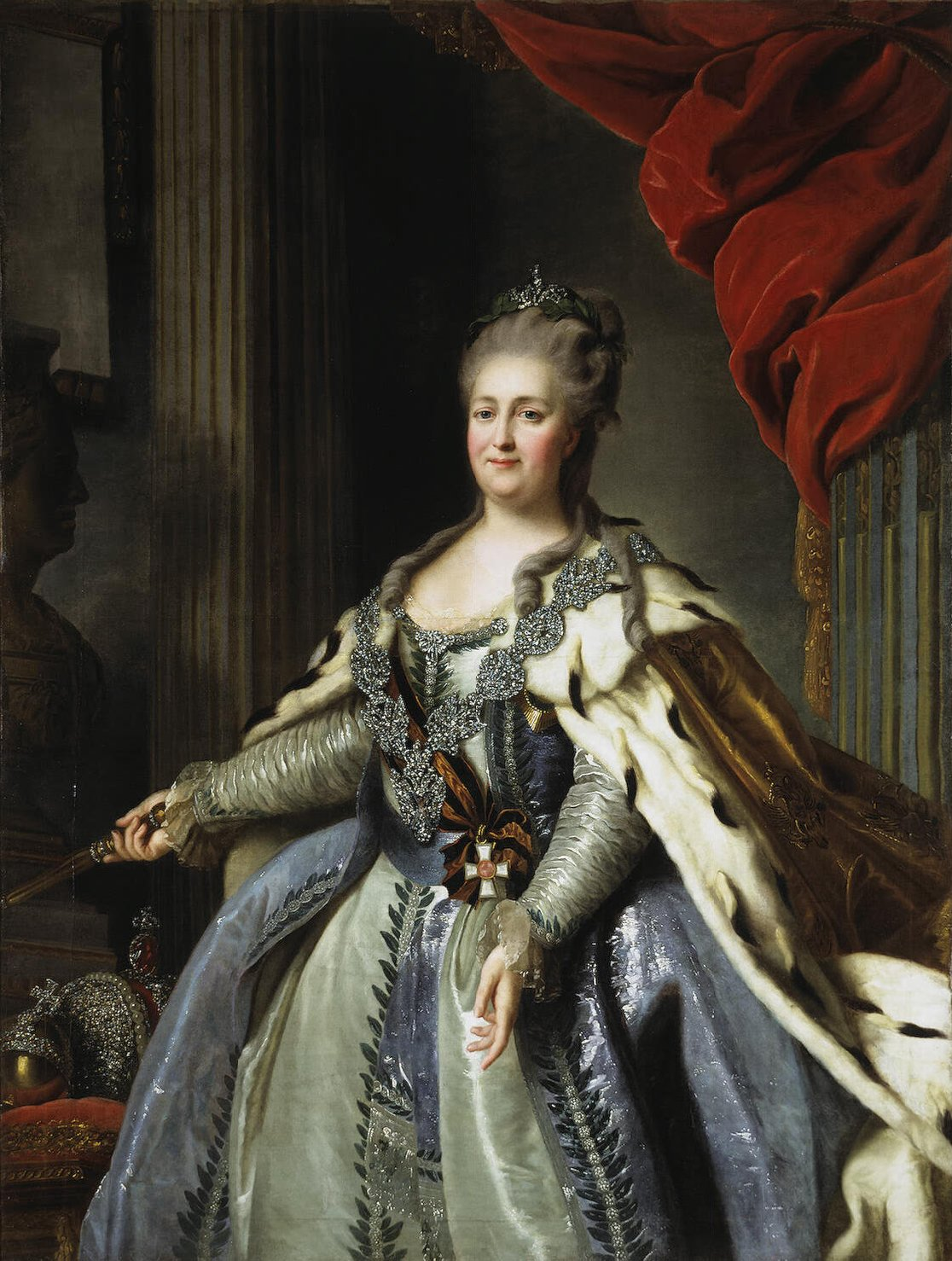
Catalina II, firmante del Tratado.

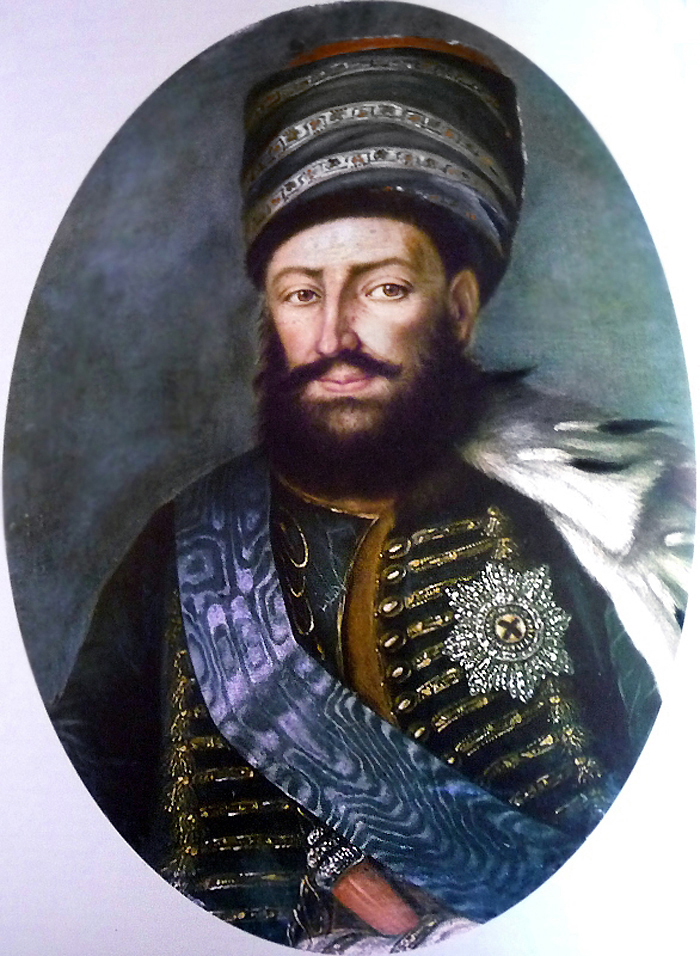
Heraclio II, firmante del Tratado.

Bajo los artículos I, II, IV, VI y VII de los términos del tratado, la emperatriz de Rusia, Catalina II, se convertía en la única soberana de los gobernantes de Kartli-Kajetia, garantizando la soberanía interna de los georgianos y su integridad territorial, prometiendo considerar a sus enemigos como enemigos suyos también. Cada uno de los reyes de los reinos georgianos debería desde entonces prestar vasallaje a los emperadores de Rusia, ayudarles en la guerra y no tener relaciones diplomáticas con otras naciones sin el consentimiento ruso.
Dado el historial de invasiones sobre Georgia provenientes del sur, la alianza con Rusia pudo haber sido vista como la única manera de disuadir o resistir la agresión persa u otomana, estableciendo además un vínculo con Europa occidental. En el pasado, los reyes de Georgia no sólo habían aceptado la dominación formal por parte de los emperadores turcos y persas, sino que ocasionalmente se habían incluso convertido al Islam, así que este nuevo pacto con una potencia extranjera no estaba fuera de la tradición georgiana. En el preámbulo del tratado y en el artículo VIII se afirmaba la unión de ambas monarquías en la fe ortodoxa. El Catholicós de la Iglesia ortodoxa georgiana, se convirtió en el octavo arzobispo permanente de Rusia y en miembro del Santísimo Sínodo Gobernante.
Otras provisiones del tratado incluían garantías mutuas de una frontera abierta para viajeros, emigrantes y mercaderes, entre los dos reinos, emigrantes y mercaderes (artículos X y XI), mientras Rusia se comprometía "a dejar el poder para la administración interna, la ley y el orden, y la recaudación de impuestos bajo la completa voluntad y uso de Su Serena Alteza el Zar, prohibiéndose a las Autoridades Militares y Civiles el intervenir en las leyes u órdenes internas" (artículo VI). El artículo III creaba una ceremonia de investidura en la que los reyes georgianos, tras jurar fidelidad a los emperadores rusos, recibían la regalía real.
El tratado fue negociado por parte de Rusia por el teniente general Pável Potiomkin, comandante de las tropas en Astracán, delegado por su primo el general príncipe Grigori Potiomkin, que era el plenipotenciario oficial. La delegación de Kartli-Kajetia estaba compuesta por un dignatario de Kartli y uno de Kajetia, ambos de alto rango: Ioane, príncipe de Mujrani, yerno del rey, y el adjutant general Garseván Chavchavadze. Los emisarios firmaron el documento el 24 de julio de 1783 y este sería ratificado por Heraclio II y por Catalina la Grande en 1784.

## Consecuencias

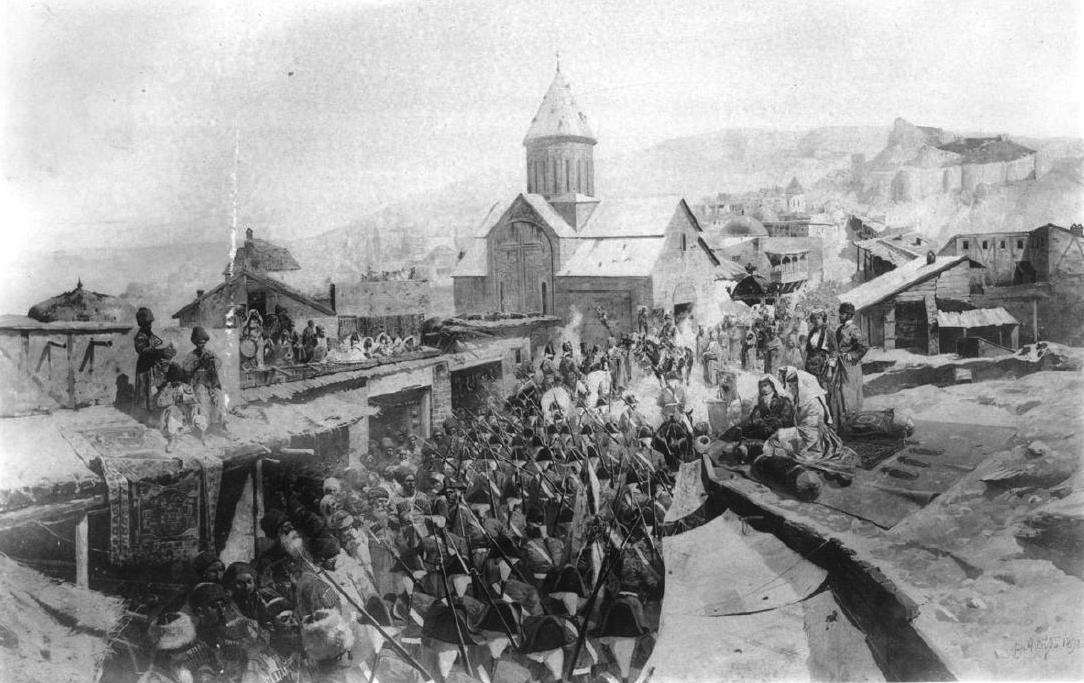
Entrada del 17.º Regimiento de Cazadores del general-mayor Iván Lázarev en Tiflís el 26 de noviembre de 1799. Franz Roubaud.

Las consecuencias del Tratado de Gueórguiyevsk demostraron ser lamentables para los georgianos. La adhesión de Heraclio II al tratado, decidió al nuevo gobernante de Persia, Aga Muhammad Khan (fundador de la dinastía Kayar), a atacarlo. Rusia no hizo nada para ayudar a los georgianos durante la desastrosa batalla de Krtsanisi en 1795, tras la que Tiflís fue saqueada y el país entero fue devastado (incluido el reino occidental de Imeretia, gobernado por el nieto de Heraclio II, el rey Salomón II). En consecuencia Catalina II declaró la guerra a Persia y envió un ejército a Transcaucasia, pero su muerte detendría la expedición.
El nuevo zar Pablo I movilizó a los ejércitos hacia otros objetivos estratégicos. El shahanshah persa contemplaba la posibilidad de expulsar a la población cristiana de Georgia y Armenia orientales, lanzando una campaña desde Karabaj, pero sus planes resultaron frustrados, no por la resistencia rusa, sino por un asesino persa en 1797.
El 14 de enero de 1798, el rey Heraclio II fue sucedido en el trono por su hijo mayor, Jorge XII (1746-1800), quien reconoció a su vez, el 22 de febrero de 1799, como su heredero natural a su hijo mayor el zarévich David Bagrationi. Los rusos estacionaron tropas en Kartli-Kajetia ese mismo año. De acuerdo con el artículo VI del tratado, Pablo I confirmó el derecho de David al trono como próximo rey el 18 de abril del mismo año. Sin embargo comenzaron las disputas entre los hijos de Jorge y los de Heraclio por el trono, puesto que Heraclio II cambió la ley sucesoria por sugerencia de su tercera esposa, la reina Darejan Dadiani, para favorecer a los hermanos menores de los futuros reyes en lugar de sus propios hijos. Ello forzó al rey Jorge a invitar secretamente a Pablo I a invadir Kartli-Kajetia y subyugar a los príncipes bagrátidas, gobernando a partir de entonces el reino desde San Petersburgo manteniéndolo a él y a sus descendientes como soberanos nominales, perdiendo la dinastía Bagrationi su soberanía efectiva, que quedaría bajo el poder de los emperadores Románov. La continua presión persa también urgió a Jorge XII a requerir la intervención rusa.
Pablo I estuvo tentado de aceptar esta oferta, pero finalmente cambió de opinión antes de las negociaciones y promulgó un decreto el 18 de diciembre de 1800 por el que anexaba Kartli-Kajetia al Imperio ruso y deponía a los bagrátidas. Pablo I murió poco después, y su sucesor Alejandro I, consideró el retractarse de la anexión en favor de un heredero bagrátida, pero al no haber un candidato claro que pudiera retener la corona sin problemas, decidió confirmar la anexión el 12 de septiembre de 1801. Mientras tanto, el rey Jorge murió el 28 de diciembre de 1800, sin saber que había perdido el trono. En abril del año siguiente, las tropas rusas tomaron el control de la administración del país y en febrero de 1803 el zarévich David Bagrationi fue escoltado por tropas rusas de Tiflís a San Petersburgo. Se le adjudicó una pensión y se le hizo miembro del Senado. Mantuvo su consideración real hasta el 6 de mayo de 1833 cuando pasó de ser considerado zarévich (equivalente ruso de batonishvili) a kniaz junto a otros miembros de la dinastía depuesta, por causa de la revuelta georgiana encabezada por el tío de David, el príncipe Aleksandre Bagrationi.
La anexión por parte de Pablo I de Georgia oriental y el exilio de los bagrátidas fue controvertida: los historiadores soviéticos mantendrían que fue un acto de "hermandad entre los pueblos ruso y georgiano" justificándolo como un acto para proteger Georgia tanto de sus enemigos históricos como de su dinastía autóctona decadente. Sin embargo, no se firmó ninguna enmienda bilateral a las secciones 2 y 3 del artículo VI del tratado de 1784, que obligaba a Rusia a "preservar a Su Serena Alteza el zar Irakli Temiúrovich y sus Herederos y descendientes de su Casa, ininterrumpidos en el trono de Kartli y Kajetia [...] prohibiendo a las Autoridades Militares y Civiles de Su Majestad intervenir en ninguna ley o mandato doméstico".

## Legado

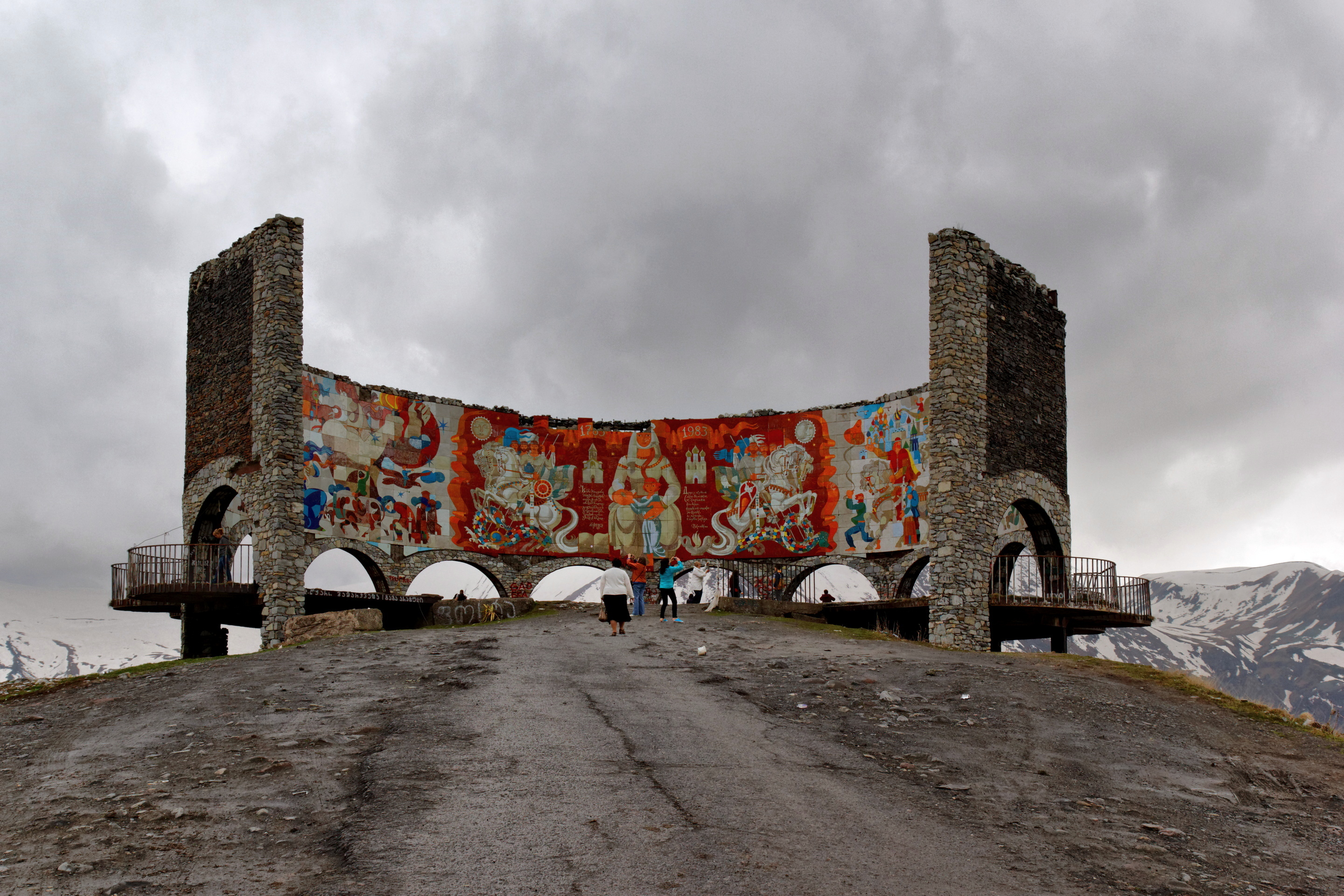
Monumento a la Amistad Ruso-Georgiana en el Camino Militar georgiano.

Irónicamente, esa cláusula del tratado sería reutilizado en los intentos de restauración de la monarquía rusa durante el siglo XX. En 1948, Vladímir Kirílovich Románov (1917-1992), pretendiente al trono de Rusia, se casó con la princesa Leónida Gueórguiyevna Bagratión-Mujránskaya (n. 1914), descendiente del Mujranbatoni que negoció el tratado de 1783, y perteneciente por tanto a la Casa Real Bagrationi. El matrimonio tuvo una única hija, María Vladímirovna (n. 1956), que heredó la reclamación de su padre como monarca de iure de Rusia. Ella y su hijo, Jorge (nacido de un matrimonio anterior con el príncipe Francisco Guillermo de Prusia), han pretendido el viejo título ducal de los Románov. Sus partidarios argumentan que el matrimonio de su padre con Leónida, es el único entre los matrimonios de los varones Románov en exilio desde 1917 que cumple con la norma de la casa Románov que requería el matrimonio con una princesa de una familia real o gobernante, para que sus descendientes pudieran reclamar el trono. Esa norma también preveía que en el caso de la extinción de todos los dinastas varones, las féminas Románov nacidas de madres de la dinastía son elegibles para heredar la corona. Basándose en estos argumentos, María afirma que tiene la reclamación más fuerte al trono ruso en el caso de que alguna vez se restaure la monarquía rusa. Los contrarios a esta sucesión, afirman que la casa bagrátida ya no es real por haber sido relegada al grado principesco (kniaz) de la nobleza rusa.